# کتابخانه امیرکبیر (کرمانشاه)
کتابخانه امیرکبیر کتابخانه‌ای عمومی در شهر کرمانشاه است که زیر نظر نهاد کتابخانه‌های عمومی کشور فعالیت می‌کند. این کتابخانه در بلوار مصطفی امامی قرار دارد و در سال ۱۳۷۱ تأسیس شده‌است. این کتابخانه در اسفندماه سال ۱۳۹۲ به عنوان کتابخانهٔ برتر کشور در حوزه فرهنگی انتخاب شد. این کتابخانه در حال حاضر بیش از ۵ هزار نفر عضو دارد.

## تاریخچه
کتابخانهٔ امیرکبیر در سال ۱۳۷۱ تأسیس شد. با این حال در سال ۱۳۸۵ ساختمان قدیمی این کتابخانه تخریب و در همان مکان ساختمان جدیدی ساخته‌شد. ساختمان جدید کتابخانه در سال ۱۳۸۷ با زیربنای ۳۷۰۲ متر مربع در چهار طبقه در مرکز شهر کرمانشاه افتتاح شد.
از آغاز سال ۱۳۹۲ ارائهٔ خدمات در کتابخانهٔ امیرکبیر کرمانشاه به صورت ۲۴ ساعته و در هفت روز هفته صورت گرفته‌است.

## بخش‌های کتابخانه
- بخش مخزن با بیش از ۴۷۰۰۰ نسخه کتاب،
- بخش مرجع با بیش از ۲۰۰۰ نسخه کتاب،
- بخش نشریات بابیش از ۱۵۰ عنوان نشریه،
- بخش کودک با بیش از ۴۰۰۰ کتاب کودک،
- بخش دفاع مقدس با بیش از ۲۰۰۰ نسخه کتاب،
- سالن های مطالعه مجزا مخصوص بانوان و آقایان
- سالن همایش

## فعالیت‌های فرهنگی
در کتابخانهٔ امیرکبیر کرمانشاه نشست‌های کتاب‌خوانی، جلسات نقد کتاب، جمع‌خوانی کتاب، قصه‌گویی برای کودکان، نمایشگاه کتاب و ... انجام می‌شود.